# Yuri Sardarov
Yuri Sardarov (Baku, 28 gennaio 1988) è un attore statunitense.

## Biografia
Sardarov è nato da genitori armeni e georgiani e si è trasferito negli Stati Uniti all'età di 2 anni prima a St. Louis e poi a Chicago. Dal 2012 al 2019 fa parte del cast della serie televisiva Chicago Fire dove interpreta il ruolo di Brian "Otis" Zvonecek.
Ha recitato nei film Le idi di marzo  e Argo.

## Filmografia

### Cinema
- Dupe, regia di Cory Braun – cortometraggio (2008)
- Student Housing: Zombie Edition, regia di Liam White – cortometraggio (2010)
- Lift Gate, regia di Cory Braun – cortometraggio (2010)
- S.W.A.T. - Squadra speciale anticrimine 2 (S.W.A.T.: Firefight), regia di Benny Boom – direct-to-video (2011)
- Le idi di marzo (The Ides of March), regia di George Clooney (2011)
- The Double, regia di Michael Brandt (2011)
- Shark Tank, regia di Barbara Twist – cortometraggio (2011)
- Agoraphobia at 2530 Brian Dr., regia di Cory Braun – cortometraggio (2011)
- Argo, regia di Ben Affleck (2012)
- Apex, regia di Cory Braun – cortometraggio (2013)
- Adam, regia di Michael Uppendahl (2020)
- Amy and Peter Are Getting Divorced, regia di April Moreau (2021)
- Daddy, regia di Neal Kelley e Jono Sherman (2023)

### Televisione
- Chicago Fire – serie TV, 161 episodi (2012-2019)
- Chicago P.D. – serie TV, 6 episodi (2014-2017)
- Boyband – serie TV, episodi 2x03 (2016)
- Chicago Med – serie TV, episodio 4x02 (2018)
- The Rookie – serie TV, episodi 4x19-4x20 (2022)
- FBI: International – serie TV, episodio 2x18 (2023) Sergei Diatchenko

## Doppiatori italiani
Nelle versioni in italiano delle opere in cui ha recitato, Yuri Sardarov è stato doppiato da:
- Giuseppe Ippoliti in Le idi di marzo
- Alessandro Rigotti in FBI: International